# Progress M-56
Progress M-56 (ryska: Прогресс М-56) eller som NASA kallar den, Progress 21 eller 21P, var en rysk obemannad rymdfarkost som levererade förnödenheter, syre, vatten och bränsle till rymdstationen ISS. Den sköts upp med en Sojuz-U-raket från Kosmodromen i Bajkonur den 24 april 2006 och dockade med ISS den 26 april. Farkosten lämnade rymdstationen den 19 september 2006 och brann upp i jordens atmosfär några timmar senare.

### Fotnoter
1. ↑  ”NASA Space Science Data Coordinated Archive” (på engelska). NASA. https://nssdc.gsfc.nasa.gov/nmc/spacecraft/display.action?id=2006-013A. Läst 1 mars 2020.
2. ↑  Manned Astronautics - Figures & Facts Arkiverad 2 mars 2008 hämtat från the Wayback Machine., läst 15 juli 2016.